# Copa Mustang 1996-1997
La Copa Mustang 1996-1997 fu la cinquantesima edizione del campionato colombiano di calcio; fu strutturato in due fasi, ciascuna con una formula differente. Il campionato fu vinto dall'América de Cali per la nona volta nella sua storia.

## Formula
La Dimayor apportò consistenti modifiche alla formula del torneo, che dalla stagione precedente si giocava, alla maniera dei campionati europei, a cavallo di due anni anziché in un solo anno solare. Il cambiamento più evidente fu l'introduzione di una finale con partita di andata e ritorno nella seconda parte del torneo, denominata Torneo Adecuación. Mentre la prima parte, il campionato di Apertura, aveva una fase di Finalización, che includeva un quadrangolare finale tra le prime quattro classificate e nominava il campione d'Apertura, la seconda ripartì le compagini in quattro diversi gruppi da quattro formazioni ciascuno, che determinavano il campione dell'Adecuación. Infine, le due squadre campioni si affrontavano in una doppia gara: la vincitrice si laureava dunque campione di Colombia 1996-1997.

## Torneo Apertura e Finalización

### Classifica
| Pos | Squadra                | P     | G  | V  | N  | S  | GF | GS | DR  |
| --- | ---------------------- | ----- | -- | -- | -- | -- | -- | -- | --- |
| 1.  | América de Cali        | 99    | 46 | 29 | 10 | 7  | 70 | 37 | 33  |
| 2.  | Atlético Nacional      | 87    | 46 | 24 | 14 | 8  | 73 | 37 | 36  |
| 3.  | Deportivo Cali         | 82.5  | 46 | 23 | 13 | 10 | 77 | 54 | 23  |
| 4.  | Deportes Tolima        | 70    | 46 | 18 | 16 | 12 | 61 | 54 | 7   |
| 5.  | Independiente Medellín | 70    | 46 | 18 | 16 | 12 | 49 | 44 | 5   |
| 6.  | Unión Magdalena        | 69    | 46 | 20 | 9  | 17 | 55 | 61 | -6  |
| 7.  | Junior                 | 65.25 | 46 | 18 | 11 | 17 | 65 | 58 | 7   |
| 8.  | Atlético Bucaramanga   | 64    | 46 | 17 | 13 | 16 | 59 | 59 | 0   |
| 9.  | Cortuluá               | 63    | 46 | 15 | 18 | 13 | 50 | 49 | 1   |
| 10. | Once Caldas            | 60    | 46 | 15 | 15 | 16 | 63 | 48 | 15  |
| 11. | Santa Fe               | 56    | 46 | 14 | 14 | 18 | 47 | 52 | -5  |
| 12. | Envigado F. C.         | 54    | 46 | 13 | 15 | 18 | 55 | 55 | 0   |
| 13. | Deportes Quindío       | 48    | 46 | 11 | 15 | 20 | 57 | 85 | -28 |
| 14. | Deportivo Pereira      | 40    | 46 | 8  | 16 | 22 | 58 | 82 | -24 |
| 15. | Millonarios            | 37    | 46 | 8  | 13 | 25 | 45 | 65 | -20 |
| 16. | Cúcuta Deportivo       | 31    | 46 | 5  | 16 | 25 | 36 | 80 | -44 |

### Quadrangolare finale
| Pos | Squadra           | Bonus | P  | G | V | N | S | GF | GS | DR |
| --- | ----------------- | ----- | -- | - | - | - | - | -- | -- | -- |
| 1.  | América de Cali   | 1     | 10 | 6 | 2 | 3 | 1 | 9  | 4  | 5  |
| 2.  | Deportes Tolima   | 0     | 9  | 6 | 2 | 3 | 1 | 6  | 3  | 3  |
| 3.  | Atlético Nacional | 0     | 9  | 6 | 3 | 0 | 3 | 8  | 11 | -3 |
| 4.  | Deportivo Cali    | 0     | 5  | 6 | 1 | 2 | 3 | 5  | 10 | -5 |

## Torneo Adecuación

### Cuadrangulares semifinales

#### Gruppo A
| Pos | Pos. Recl. | Squadra                | Bonus | P     | G  | V  | DV | DS | S  | GF | GS | DR  |
| --- | ---------- | ---------------------- | ----- | ----- | -- | -- | -- | -- | -- | -- | -- | --- |
| 1.  | 1.         | Deportivo Cali         | 1     | 47    | 22 | 12 | 5  | 0  | 5  | 39 | 26 | 13  |
| 2.  | 4.         | Atlético Bucaramanga   | 0,75  | 37,75 | 22 | 10 | 1  | 5  | 6  | 35 | 28 | 7   |
| 3.  | 12.        | Santa Fe               | 0     | 30    | 22 | 6  | 3  | 6  | 7  | 27 | 31 | -4  |
| 4.  | 16.        | Independiente Medellín | 0     | 17    | 22 | 3  | 2  | 4  | 13 | 26 | 39 | -13 |

#### Gruppo B
| Pos | Pos. Recl. | Squadra            | Bonus | P     | G  | V  | DV | DS | S  | GF | GS | DR  |
| --- | ---------- | ------------------ | ----- | ----- | -- | -- | -- | -- | -- | -- | -- | --- |
| 1.  | 2.         | Millonarios        | 0,75  | 44,75 | 22 | 11 | 5  | 1  | 4  | 34 | 22 | 12  |
| 2.  | 9.         | América de Cali    | 0     | 33    | 22 | 8  | 2  | 5  | 7  | 31 | 28 | 3   |
| 3.  | 11.        | Deportes Tolima    | 0,50  | 32,50 | 22 | 5  | 7  | 3  | 7  | 18 | 25 | -7  |
| 4.  | 15.        | Deportivo Unicosta | 0     | 23    | 22 | 4  | 5  | 1  | 12 | 24 | 39 | -15 |

#### Gruppo C
| Pos | Pos. Recl. | Squadra           | Bonus | P     | G  | V  | DV | DS | S  | GF | GS | DR  |
| --- | ---------- | ----------------- | ----- | ----- | -- | -- | -- | -- | -- | -- | -- | --- |
| 1.  | 3.         | Atlético Nacional | 0,25  | 38,25 | 22 | 11 | 1  | 3  | 7  | 37 | 29 | 8   |
| 2.  | 6.         | Once Caldas       | 0     | 37    | 22 | 6  | 7  | 5  | 4  | 31 | 29 | 2   |
| 3.  | 7.         | Deportes Quindío  | 1     | 35    | 22 | 9  | 1  | 5  | 7  | 29 | 27 | 2   |
| 4.  | 14.        | Deportivo Pereira | 0     | 23    | 22 | 5  | 2  | 4  | 11 | 25 | 35 | -10 |

#### Gruppo D
| Pos | Pos. Recl. | Squadra         | Bon  | P     | G  | V  | DV | DS | S | GF | GS | DR |
| --- | ---------- | --------------- | ---- | ----- | -- | -- | -- | -- | - | -- | -- | -- |
| 1.  | 5.         | Junior          | 0,25 | 37,25 | 22 | 10 | 2  | 3  | 7 | 32 | 26 | 6  |
| 2.  | 8.         | Cortuluá        | 0    | 35    | 22 | 7  | 5  | 4  | 6 | 25 | 25 | 0  |
| 3.  | 10.        | Unión Magdalena | 0,50 | 32,50 | 22 | 9  | 1  | 3  | 9 | 33 | 31 | 2  |
| 4.  | 13.        | Envigado F. C.  | 0    | 30    | 22 | 5  | 6  | 3  | 8 | 18 | 24 | -6 |

### Cuadrangulares semifinales

#### Gruppo A
| Pos | Squadra           | P  | G | V | DV | DS | S | GF | GS | DR |
| --- | ----------------- | -- | - | - | -- | -- | - | -- | -- | -- |
| 1.  | Deportes Quindío  | 12 | 6 | 3 | 1  | 1  | 1 | 8  | 5  | 3  |
| 2.  | Once Caldas       | 10 | 6 | 3 | 0  | 1  | 2 | 7  | 6  | 1  |
| 3.  | Atlético Nacional | 8  | 6 | 2 | 1  | 0  | 3 | 6  | 8  | -2 |
| 4.  | Deportivo Cali    | 6  | 6 | 2 | 0  | 0  | 4 | 9  | 11 | -2 |

#### Gruppo B
| Pos | Squadra              | P  | G | V | DV | DS | S | GF | GS | DR |
| --- | -------------------- | -- | - | - | -- | -- | - | -- | -- | -- |
| 1.  | Atlético Bucaramanga | 13 | 6 | 2 | 3  | 1  | 0 | 9  | 3  | 6  |
| 2.  | Millonarios          | 13 | 6 | 2 | 3  | 1  | 0 | 9  | 5  | 4  |
| 3.  | Cortuluá             | 5  | 6 | 0 | 1  | 3  | 2 | 6  | 10 | -4 |
| 4.  | Junior               | 5  | 6 | 1 | 0  | 2  | 3 | 5  | 11 | -6 |

### Finale del Torneo Adecuación
| Bucaramanga 10 dicembre 1997 | Atlético Bucaramanga | 2 – 1 | Deportes Quindío |  |

| Armenia 13 dicembre 1997 | Deportes Quindío | 1 – 1 | Atlético Bucaramanga |  |

## Finale del campionato
| Bucaramanga 17 dicembre 1997 | Atlético Bucaramanga | 0 – 1 | América de Cali |  |

| Cali 21 dicembre 1997 | América de Cali | 2 – 0 | Atlético Bucaramanga |  |

## Verdetti
- América de Cali campione di Colombia
- Atlético Bucaramanga e América de Cali qualificate alla Coppa Libertadores 1998.
- Cúcuta Deportivo e Deportivo Pereira retrocesse in Categoría Primera B.

## Classifica marcatori
| Gol |  |  | Giocatore             | Squadra           |
| --- |  |  | --------------------- | ----------------- |
| 36  |  |  | Hamilton Ricard       | Deportivo Cali    |
| 33  |  |  | Arnulfo Valentierra   | Once Caldas       |
| 27  |  |  | Jorge Ramírez Quesada | Deportes Tolima   |
| 26  |  |  | Carlos Rodas          | Deportivo Pereira |
| 25  |  |  | Edison Mafla          | Deportivo Cali    |
| 23  |  |  | Sergio Galván Rey     | Once Caldas       |